# 350 Ornamenta
350 Ornamenta eller 1892 U är en stor asteroid i huvudbältet, som upptäcktes 14 december 1892 av den franske astronomen Auguste Charlois. Den har fått sitt namn efter Antoinette Horneman.
Asteroiden har en diameter på ungefär 128 kilometer.